# Craig Russell (piłkarz)
Craig Russell (ur. 4 lutego 1974) – angielski piłkarz występujący na pozycji napastnika.